# Englandfahrer

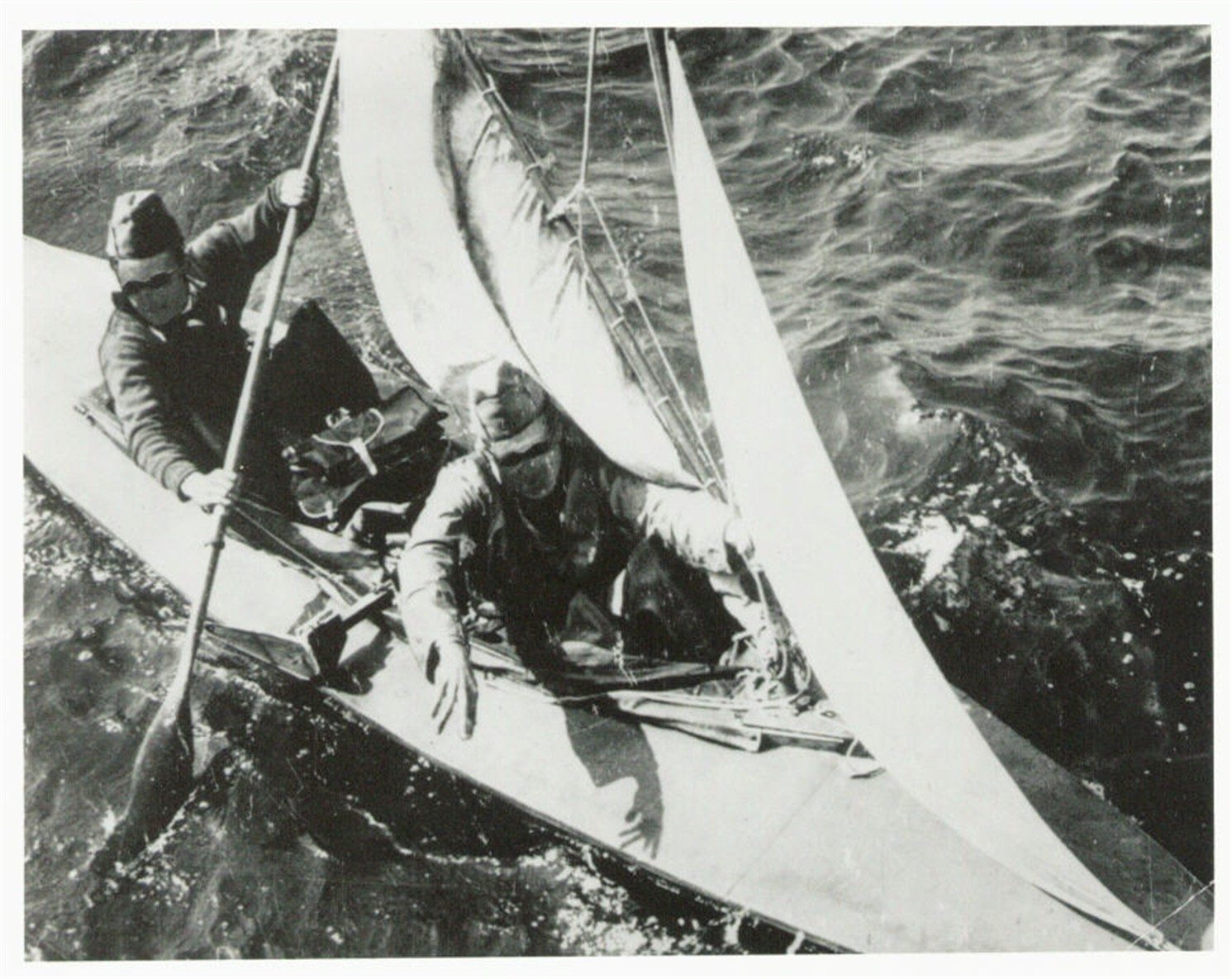
Jaap van Hamel [nl] und Rudi van Daalen Wetters [nl] verließen Katwijk am 19. Juni 1941. Die HMS Eglinton holte sie am 24. Juni an Bord und brachte sie nach Lowestoft.

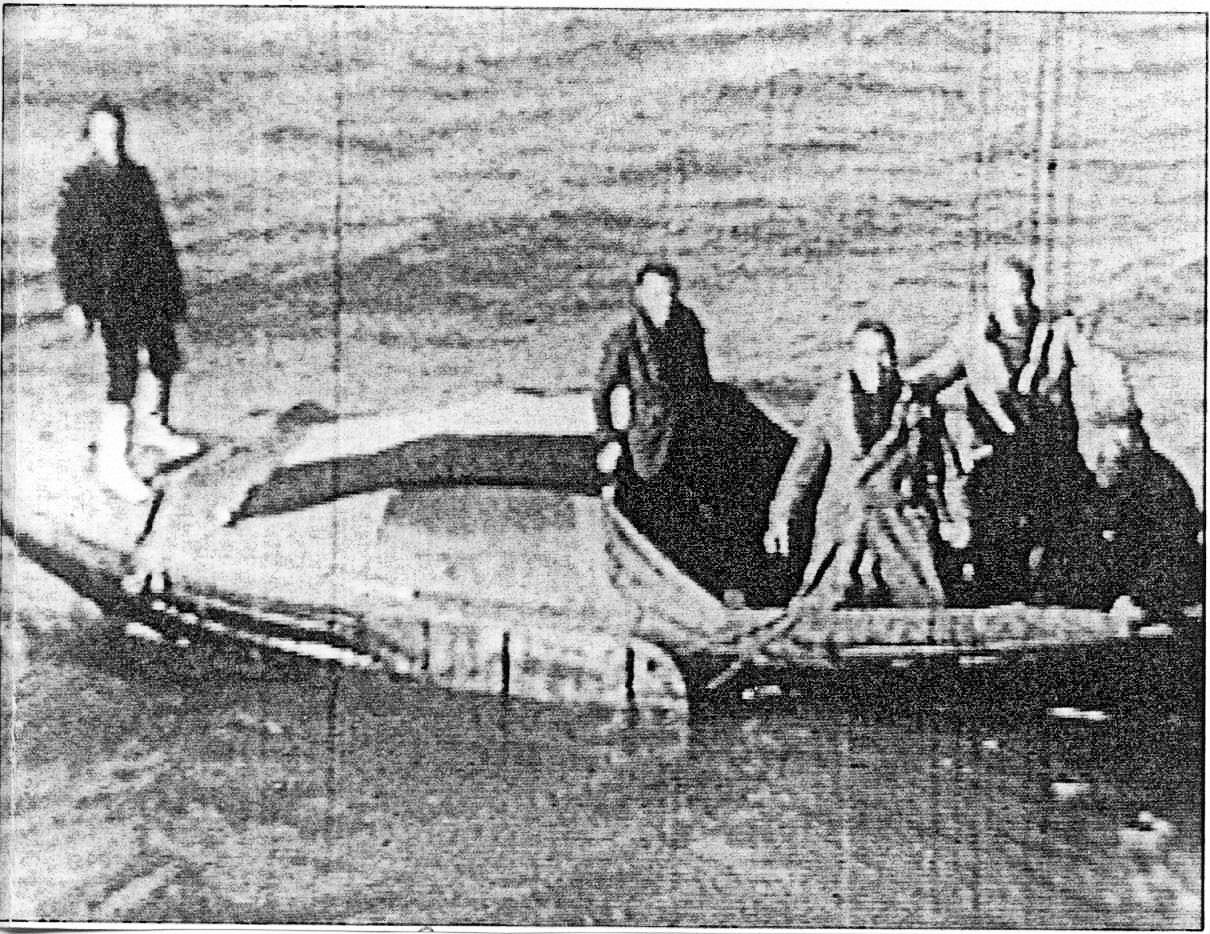
Diese fünf Englandfahrer erreichten Lowestoft 1944 ebenfalls.

Als Englandfahrer (niederländisch Engelandvaarder) bezeichnete man niederländische Personen, die in der Zeit des Zweiten Weltkriegs – nach der Kapitulation der niederländischen Streitkräfte am 15. Mai 1940 und vor der Invasion der Alliierten am 6. Juni 1944 – die von den Deutschen besetzten Niederlande verließen. Ziel war, Großbritannien zu erreichen, sich dort den Alliierten anzuschließen und sich am Kampf gegen die Achsenmächte zu beteiligen. Der Name „Engelandvaarder“ leitet sich von den ersten Versuchen ab, bei dem Menschen rund 160 Kilometer durch die Nordsee ruderten. Nur eine von zehn Personen schaffte die Überfahrt, die meisten verloren ihr Leben auf See. Viele von denjenigen, denen die Überfahrt nach England gelang, setzten sich im Dienst der Alliierten für die Befreiung ihres Landes von den nationalsozialistischen Besatzern ein.

## Geschichte
Im Juli 1940 flüchteten drei Niederländer aus ihrem besetzten Land und überfuhren die Nordsee nach England mit einem etwa dreieinhalb Meter langen Boot. Man nannte sie „Engelandvaarders“. Dieser erste Erfolg ermutigte andere, es ihnen gleichzutun. Doch viele kamen um. Im Verlauf des Krieges verbesserten sich die Fluchtwege aus den Niederlanden auf dem Landweg, so erreichten zahlreiche Niederländer England über Fluchtrouten auf dem Festland – über aufeinanderfolgende sichere Unterkünfte – aus Südfrankreich, Spanien, Portugal, der Schweiz oder Schweden.
Dennoch wurde eine große Zahl an Männern und Frauen auf ihrem Weg nach England getötet oder festgenommen. Viele starben auf See. Manche wurden von den Deutschen gefangen genommen, von diesen wurden einige erschossen, die meisten jedoch in Konzentrationslager deportiert. Einige entkamen aus dem Arrest, so z. B. Bram van der Stok, der erfolgreichste niederländische Kampfpilot im Zweiten Weltkrieg. Er entkam gemeinsam mit Bodo Sandberg und vier weiteren Engelandvaarders aus dem Kriegsgefangenenlager Stalag Luft III in einem Auto, das sie dem Lagerkommandanten gestohlen hatten. Viele andere verbrachte man in Vernichtungslager, nur wenige kehrten nach der Befreiung in die Niederlande zurück.
Nach ihrer Ankunft in England wurden die Englandfahrer vom British Secret Service verhört; man wollte sicherstellen, dass sich keine Spione aus Nazi-Deutschland unter sie gemischt hatten. Die Verhöre fanden im Zeitraum von vier Jahren im Gebäude des „London Reception Centre“ statt. Nach erfolgreicher Klärung durch das Verhör trafen alle Geflüchteten mit Königin Wilhelmina zusammen, die in den Englandfahren eine Verbindung in ihr Heimatland sah. Zahlreiche wurden mit dem niederländischen Bronze Cross (BK) oder dem Cross of Merit (KV) ausgezeichnet.
Über 1700 niederländische Männer und Frauen bewältigten die schwierige Herausforderung der Überfahrt. 332 davon schlossen sich der königlichen Armee, 118 der königlichen Luftwaffe, 397 der königlichen Marine, 176 der Royal Netherlands East Indies Army (KNIL) und 164 der Handelsmarine an. 129 Personen dienten in der niederländischen Exilregierung in London, 111 kehrten als Geheimagenten in die Niederlande zurück.

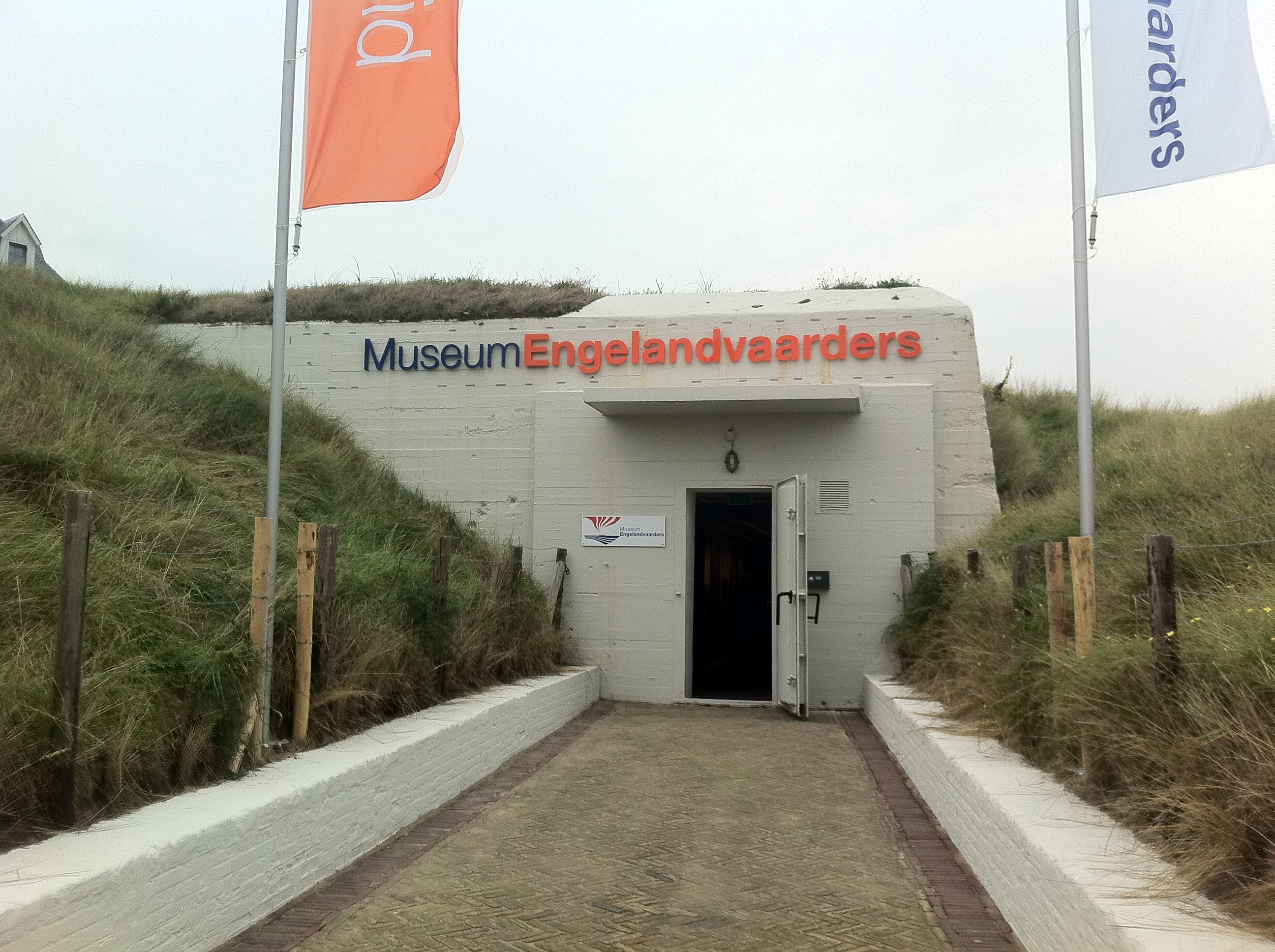
Museum Engelandvaarders

## Museum Engelandvaarders
Am 4. September 2015 wurde das Museum Engelandvaarders von König Willem-Alexander in der niederländischen Stadt Noordwijk im Gedenken an die Engelandvaarders eröffnet. Das Museum befindet sich in einem ehemaligen Munitionsbunker, der Teil des Atlantikwalls war.

## Weiterführende Literatur
- Spencer C. Tucker: World War II: The Definitive Encyclopedia and Document Collection. ABC-CLIO, Santa Barbara, California 2014.